# Lijst van onroerend erfgoed in Antwerpen/Harmonie
Een overzicht van het onroerend erfgoed in de wijk Harmonie in de gemeente Antwerpen. Het onroerend erfgoed maakt onderdeel uit van het cultureel erfgoed in België.

## Bouwkundig erfgoed
| Object                                                                | Erfgoedstatus? | Bouwjaar of architect | Deelgemeente | Adres                                                      | Coördinaten                   | Nummer? | Afbeelding                                                            |
| --------------------------------------------------------------------- | -------------- | --------------------- | ------------ | ---------------------------------------------------------- | ----------------------------- | ------- | --------------------------------------------------------------------- |
| Neoclassicistische burgerhuizen                                       |                |                       | Antwerpen    | Mechelsesteenweg 4-6                                       | 51° 12' 43" NB, 4° 24' 24" OL | 5504    | Neoclassicistische burgerhuizen                                       |
| Neoclassicistisch herenhuis                                           |                |                       | Antwerpen    | Mechelsesteenweg 18                                        | 51° 12' 41" NB, 4° 24' 26" OL | 5506    | Neoclassicistisch herenhuis                                           |
| Eenheidsbebouwing van burgerhuizen                                    |                |                       | Antwerpen    | Anselmostraat 47-61                                        | 51° 12' 23" NB, 4° 24' 16" OL | 6422    | Eenheidsbebouwing van burgerhuizen                                    |
| Nottebohm Kliniek                                                     |                |                       | Antwerpen    | Biartstraat 2                                              | 51° 11' 39" NB, 4° 24' 36" OL | 6527    | Nottebohm Kliniek                                                     |
| Hotel Bovie-Schilders                                                 | Monument       |                       | Antwerpen    | Britselei 19                                               | 51° 12' 35" NB, 4° 24' 24" OL | 6584    | Hotel Bovie-Schilders                                                 |
| Résidence Britannia                                                   |                |                       | Antwerpen    | Britselei 21                                               | 51° 12' 35" NB, 4° 24' 24" OL | 6585    | Résidence Britannia                                                   |
| Neoclassicistische burgerhuizen                                       |                |                       | Antwerpen    | Britselei 31-33                                            | 51° 12' 35" NB, 4° 24' 22" OL | 6586    | Upload foto                                                           |
| Huis Leclair                                                          |                |                       | Antwerpen    | Britselei 37, Mertens en Torfsstraat 2-4                   | 51° 12' 34" NB, 4° 24' 20" OL | 6587    | Huis Leclair                                                          |
| Burgerhuis in beaux-artsstijl                                         |                |                       | Antwerpen    | Britselei 43                                               | 51° 12' 34" NB, 4° 24' 19" OL | 6588    | Burgerhuis in beaux-artsstijl                                         |
| Gerechtshof                                                           | Monument       |                       | Antwerpen    | Britselei 55                                               | 51° 12' 31" NB, 4° 24' 14" OL | 6589    | Gerechtshof                                                           |
| Geheel van drie burgerhuizen en een winkelpand                        |                |                       | Antwerpen    | Constantia Teichmannplaats 13-15, Gounodstraat 12-14       | 51° 12' 21" NB, 4° 24' 29" OL | 6646    | Geheel van drie burgerhuizen en een winkelpand                        |
| Burgerhuis in art-nouveaustijl                                        |                |                       | Antwerpen    | De Damhouderestraat 12                                     | 51° 12' 28" NB, 4° 24' 15" OL | 6686    | Burgerhuis in art-nouveaustijl                                        |
| Ensemble van vier burgerhuizen                                        |                |                       | Antwerpen    | De Moystraat 5-11                                          | 51° 12' 27" NB, 4° 24' 23" OL | 6715    | Ensemble van vier burgerhuizen                                        |
| Burgerhuis in art-nouveaustijl                                        |                |                       | Antwerpen    | Fourmentstraat 19                                          | 51° 12' 21" NB, 4° 24' 21" OL | 6769    | Burgerhuis in art-nouveaustijl                                        |
| Burgerhuis in eclectische stijl                                       |                |                       | Antwerpen    | Gounodstraat 3                                             | 51° 12' 20" NB, 4° 24' 32" OL | 6795    | Burgerhuis in eclectische stijl                                       |
| Burgerhuis in eclectische stijl                                       |                |                       | Antwerpen    | Gounodstraat 9                                             | 51° 12' 20" NB, 4° 24' 31" OL | 6796    | Burgerhuis in eclectische stijl                                       |
| Burgerhuis in neoclassicistische stijl                                |                |                       | Antwerpen    | Gounodstraat 11                                            | 51° 12' 20" NB, 4° 24' 31" OL | 6797    | Burgerhuis in neoclassicistische stijl                                |
| Architectenwoning Guillaume Rooses                                    |                |                       | Antwerpen    | Gounodstraat 19                                            | 51° 12' 19" NB, 4° 24' 29" OL | 6798    | Architectenwoning Guillaume Rooses                                    |
| Woning Van Savelbergh                                                 |                |                       | Antwerpen    | Harmoniestraat 51                                          | 51° 11' 60" NB, 4° 24' 31" OL | 6848    | Woning Van Savelbergh                                                 |
| Winkelhuis in neoclassicistische stijl                                |                |                       | Antwerpen    | Harmoniestraat 2                                           | 51° 12' 14" NB, 4° 24' 33" OL | 6849    | Winkelhuis in neoclassicistische stijl                                |
| Koetshuis in art-nouveaustijl                                         | Monument       |                       | Antwerpen    | Harmoniestraat 24                                          | 51° 12' 11" NB, 4° 24' 34" OL | 6850    | Koetshuis in art-nouveaustijl                                         |
| Eeuwfeestkliniek                                                      |                |                       | Antwerpen    | Harmoniestraat 68                                          | 51° 12' 5" NB, 4° 24' 35" OL  | 6851    | Eeuwfeestkliniek                                                      |
| Kunstenaarswoning Gerard Portielje                                    |                |                       | Antwerpen    | Harmoniestraat 78                                          | 51° 12' 5" NB, 4° 24' 35" OL  | 6852    | Kunstenaarswoning Gerard Portielje                                    |
| Meergezinswoning in eclectische stijl                                 |                |                       | Antwerpen    | Harmoniestraat 112-114                                     | 51° 12' 3" NB, 4° 24' 31" OL  | 6853    | Meergezinswoning in eclectische stijl                                 |
| Geheel van drie cottagevilla's                                        |                |                       | Antwerpen    | Harmoniestraat 122-126                                     | 51° 12' 1" NB, 4° 24' 31" OL  | 6854    | Geheel van drie cottagevilla's                                        |
| Modernistisch appartementsgebouw                                      |                |                       | Antwerpen    | Harmoniestraat 150                                         | 51° 11' 58" NB, 4° 24' 28" OL | 6857    | Modernistisch appartementsgebouw                                      |
| Geheel van twee gekoppelde burgerhuizen                               |                |                       | Antwerpen    | Jozef De Bomstraat 7-9                                     | 51° 12' 25" NB, 4° 24' 16" OL | 6965    | Geheel van twee gekoppelde burgerhuizen                               |
| Katholieke Vlaamse Hogeschool voor Vrouwen                            | Monument       |                       | Antwerpen    | Jozef De Bomstraat 11                                      | 51° 12' 25" NB, 4° 24' 17" OL | 6966    | Katholieke Vlaamse Hogeschool voor Vrouwen                            |
| Geheel van drie gekoppelde burgerhuizen                               |                |                       | Antwerpen    | Jozef De Bomstraat 15-19                                   | 51° 12' 24" NB, 4° 24' 18" OL | 6967    | Geheel van drie gekoppelde burgerhuizen                               |
| Burgerhuis in neoclassicistische stijl                                |                |                       | Antwerpen    | Jozef De Bomstraat 33                                      | 51° 12' 23" NB, 4° 24' 20" OL | 6968    | Burgerhuis in neoclassicistische stijl                                |
| Twee gekoppelde burgerhuizen                                          |                |                       | Antwerpen    | Jozef De Bomstraat 51-53                                   | 51° 12' 23" NB, 4° 24' 22" OL | 6969    | Twee gekoppelde burgerhuizen                                          |
| Burgerhuis in neoclassicistische stijl                                |                |                       | Antwerpen    | Jozef De Bomstraat 30                                      | 51° 12' 23" NB, 4° 24' 18" OL | 6970    | Burgerhuis in neoclassicistische stijl                                |
| Burgerhuis in eclectische stijl                                       |                |                       | Antwerpen    | Justitiestraat 17                                          | 51° 12' 33" NB, 4° 24' 25" OL | 6976    | Burgerhuis in eclectische stijl                                       |
| Burgerhuis en pakhuis                                                 |                |                       | Antwerpen    | Justitiestraat 49, Sanderusstraat 26                       | 51° 12' 30" NB, 4° 24' 19" OL | 6978    | Burgerhuis en pakhuis                                                 |
| Rust Roest                                                            |                |                       | Antwerpen    | Justitiestraat 71                                          | 51° 12' 29" NB, 4° 24' 15" OL | 6979    | Rust Roest                                                            |
| Kantoor van de Hypotheekbewaring, Erfenisrechten en Burgerlijke Akten |                |                       | Antwerpen    | Justitiestraat 6                                           | 51° 12' 34" NB, 4° 24' 25" OL | 6980    | Kantoor van de Hypotheekbewaring, Erfenisrechten en Burgerlijke Akten |
| Geheel van heren- en burgerhuis in neoclassicistische stijl           |                |                       | Antwerpen    | Justitiestraat 24-26                                       | 51° 12' 33" NB, 4° 24' 19" OL | 6981    | Geheel van heren- en burgerhuis in neoclassicistische stijl           |
| Muziekkiosk Koning Albertpark                                         |                |                       | Antwerpen    | Koning Albertparkweg                                       | 51° 11' 60" NB, 4° 24' 44" OL | 7020    | Muziekkiosk Koning Albertpark                                         |
| Monument Camille Coquilhat                                            |                |                       | Antwerpen    | Koning Albertparkweg                                       | 51° 11' 59" NB, 4° 24' 46" OL | 7021    | Monument Camille Coquilhat                                            |
| Hotel Léon Van den Bosch en twee burgerhuizen                         |                |                       | Antwerpen    | Koningin Elisabethlei 8-12                                 | 51° 12' 0" NB, 4° 24' 41" OL  | 7054    | Hotel Léon Van den Bosch en twee burgerhuizen                         |
| Hotel Kreglinger-Walther                                              |                |                       | Antwerpen    | Koningin Elisabethlei 16                                   | 51° 11' 60" NB, 4° 24' 38" OL | 7055    | Hotel Kreglinger-Walther                                              |
| Hotel Good-Engels                                                     |                |                       | Antwerpen    | Harmoniestraat 55, Koningin Elisabethlei 18                | 51° 11' 59" NB, 4° 24' 39" OL | 7056    | Hotel Good-Engels                                                     |
| Hotel Max von der Becke                                               | Monument       |                       | Antwerpen    | Koningin Elisabethlei 26                                   | 51° 11' 55" NB, 4° 24' 33" OL | 7057    | Hotel Max von der Becke                                               |
| Burgerhuizen en winkelpand in neoclassicistische stijl                |                |                       | Antwerpen    | Lange Lozanastraat 20, 23, 34-36, 56, 76, 84, 128, 134-136 | 51° 12' 22" NB, 4° 24' 8" OL  | 7190    | Burgerhuizen en winkelpand in neoclassicistische stijl                |
| Herenhuis in neoclassicistische stijl                                 |                |                       | Antwerpen    | Lange Lozanastraat 24                                      | 51° 12' 21" NB, 4° 24' 10" OL | 7191    | Herenhuis in neoclassicistische stijl                                 |
| Burgerhuis in beaux-artsstijl                                         |                |                       | Antwerpen    | Lange Lozanastraat 26                                      | 51° 12' 20" NB, 4° 24' 11" OL | 7192    | Burgerhuis in beaux-artsstijl                                         |
| Geheel van burgerhuizen in neoclassicistische stijl                   |                |                       | Antwerpen    | Lange Lozanastraat 48-50, 54                               | 51° 12' 18" NB, 4° 24' 14" OL | 7193    | Geheel van burgerhuizen in neoclassicistische stijl                   |
| Home Leroux-Van Spilbeeck                                             |                |                       | Antwerpen    | Lange Lozanastraat 60-62                                   | 51° 12' 18" NB, 4° 24' 14" OL | 7194    | Home Leroux-Van Spilbeeck                                             |
| Herenhuis in neoclassicistische stijl                                 |                |                       | Antwerpen    | Lange Lozanastraat 152                                     | 51° 12' 7" NB, 4° 24' 19" OL  | 7195    | Herenhuis in neoclassicistische stijl                                 |
| Geheel van herenhuizen en een burgerhuis                              |                |                       | Antwerpen    | Lange Lozanastraat 236-240                                 | 51° 11' 59" NB, 4° 24' 23" OL | 7196    | Geheel van herenhuizen en een burgerhuis                              |
| Burgerhuis in neoclassicistische stijl                                |                |                       | Antwerpen    | Lange Lozanastraat 242                                     | 51° 11' 59" NB, 4° 24' 24" OL | 7197    | Burgerhuis in neoclassicistische stijl                                |
| Herenhuis in neorégencestijl                                          |                |                       | Antwerpen    | Lange Lozanastraat 244                                     | 51° 11' 59" NB, 4° 24' 23" OL | 7198    | Herenhuis in neorégencestijl                                          |
| HBK-hoofdzetel                                                        |                |                       | Antwerpen    | Lange Lozanastraat 250-260                                 | 51° 11' 57" NB, 4° 24' 23" OL | 7199    | HBK-hoofdzetel                                                        |
| Geheel van gekoppelde meergezinswoningen in beaux-artsstijl           |                |                       | Antwerpen    | Lange Lozanastraat 280-288                                 | 51° 11' 54" NB, 4° 24' 26" OL | 7200    | Geheel van gekoppelde meergezinswoningen in beaux-artsstijl           |
| Winkelhuis in art-nouveaustijl                                        |                |                       | Antwerpen    | Lange Lozanastraat 296                                     | 51° 11' 52" NB, 4° 24' 26" OL | 7201    | Winkelhuis in art-nouveaustijl                                        |
| Residentie Carlier                                                    |                |                       | Antwerpen    | Britselei 1, 1A-B, Mechelsesteenweg 20-26                  | 51° 12' 38" NB, 4° 24' 27" OL | 7333    | Residentie Carlier                                                    |
| Gekoppelde neoclassicistische burgerhuizen                            |                |                       | Antwerpen    | Mechelsesteenweg 72-74                                     | 51° 12' 31" NB, 4° 24' 29" OL | 7336    | Gekoppelde neoclassicistische burgerhuizen                            |
| Burgerhuis in beaux-artsstijl                                         |                |                       | Antwerpen    | Mechelsesteenweg 86                                        | 51° 12' 29" NB, 4° 24' 32" OL | 7337    | Burgerhuis in beaux-artsstijl                                         |
| Rijhuis in art-decostijl                                              |                |                       | Antwerpen    | Mechelsesteenweg 94-96                                     | 51° 12' 28" NB, 4° 24' 32" OL | 7338    | Rijhuis in art-decostijl                                              |
| Résidence Gounod                                                      |                |                       | Antwerpen    | Gounodstraat 1, Mechelsesteenweg 146                       | 51° 12' 22" NB, 4° 24' 34" OL | 7339    | Résidence Gounod                                                      |
| Herenhuis in neo-Lodewijk XV-stijl                                    |                |                       | Antwerpen    | Mechelsesteenweg 176-178                                   | 51° 12' 16" NB, 4° 24' 37" OL | 7341    | Herenhuis in neo-Lodewijk XV-stijl                                    |
| Feestzaal Harmonie                                                    | Monument       |                       | Antwerpen    | Mechelsesteenweg 216                                       | 51° 12' 8" NB, 4° 24' 41" OL  | 7342    | Feestzaal Harmonie                                                    |
| Burgerhuis in neoclassicistische stijl                                |                |                       | Antwerpen    | Molenstraat 35                                             | 51° 12' 26" NB, 4° 24' 23" OL | 7349    | Burgerhuis in neoclassicistische stijl                                |
| Burgerhuis in neoclassicistische stijl                                |                |                       | Antwerpen    | Molenstraat 75                                             | 51° 12' 23" NB, 4° 24' 31" OL | 7350    | Burgerhuis in neoclassicistische stijl                                |
| Geheel van vijf burgerhuizen in eclectische stijl                     |                |                       | Antwerpen    | Molenstraat 79-87                                          | 51° 12' 23" NB, 4° 24' 33" OL | 7351    | Geheel van vijf burgerhuizen in eclectische stijl                     |
| Burgerhuis in beaux-artsstijl                                         |                |                       | Antwerpen    | Molenstraat 10                                             | 51° 12' 26" NB, 4° 24' 19" OL | 7355    | Burgerhuis in beaux-artsstijl                                         |
| Burgerhuis in neoclassicistische stijl                                |                |                       | Antwerpen    | Molenstraat 22                                             | 51° 12' 26" NB, 4° 24' 21" OL | 7356    | Burgerhuis in neoclassicistische stijl                                |
| Geheel van drie gekoppelde burgerhuizen                               |                |                       | Antwerpen    | Molenstraat 38-42                                          | 51° 12' 25" NB, 4° 24' 24" OL | 7357    | Geheel van drie gekoppelde burgerhuizen                               |
| Geheel van gekoppelde burgerhuizen in Louis-Philippestijl             |                |                       | Antwerpen    | Molenstraat 46-48                                          | 51° 12' 24" NB, 4° 24' 25" OL | 7358    | Geheel van gekoppelde burgerhuizen in Louis-Philippestijl             |
| Burgerhuis in neoclassicistische stijl                                |                |                       | Antwerpen    | Molenstraat 50                                             | 51° 12' 24" NB, 4° 24' 26" OL | 7359    | Burgerhuis in neoclassicistische stijl                                |
| Burgerhuis in neoclassicistische stijl                                |                |                       | Antwerpen    | Molenstraat 52-56                                          | 51° 12' 24" NB, 4° 24' 27" OL | 7360    | Burgerhuis in neoclassicistische stijl                                |
| Kunstenaarswoning Henri Jacques Bource                                |                |                       | Antwerpen    | Montebellostraat 29-31                                     | 51° 12' 26" NB, 4° 24' 28" OL | 7361    | Kunstenaarswoning Henri Jacques Bource                                |
| Burgerhuis in neoclassicistische stijl                                |                |                       | Antwerpen    | Montebellostraat 18                                        | 51° 12' 28" NB, 4° 24' 28" OL | 7362    | Burgerhuis in neoclassicistische stijl                                |
| Winkelhuis in neo-Vlaamserenaissance-stijl                            |                |                       | Antwerpen    | Peter Benoitstraat 1                                       | 51° 12' 20" NB, 4° 24' 29" OL | 7448    | Winkelhuis in neo-Vlaamserenaissance-stijl                            |
| Burgerhuis in beaux-artsstijl                                         |                |                       | Antwerpen    | Peter Benoitstraat 7                                       | 51° 12' 19" NB, 4° 24' 31" OL | 7449    | Burgerhuis in beaux-artsstijl                                         |
| Geheel van drie eclectische burgerhuizen                              |                |                       | Antwerpen    | Peter Benoitstraat 16-22                                   | 51° 12' 17" NB, 4° 24' 29" OL | 7450    | Geheel van drie eclectische burgerhuizen                              |
| Aannemerswoning Jan Brouwers                                          |                |                       | Antwerpen    | Peter Benoitstraat 28                                      | 51° 12' 17" NB, 4° 24' 30" OL | 7451    | Aannemerswoning Jan Brouwers                                          |
| Burgerhuis in eclectische stijl                                       |                |                       | Antwerpen    | Peter Benoitstraat 30                                      | 51° 12' 16" NB, 4° 24' 29" OL | 7452    | Burgerhuis in eclectische stijl                                       |
| Burgerhuis in art-nouveaustijl                                        | Monument       |                       | Antwerpen    | Peter Benoitstraat 34                                      | 51° 12' 16" NB, 4° 24' 30" OL | 7453    | Burgerhuis in art-nouveaustijl                                        |
| Burgerhuis in neo-Franserenaissance-stijl                             |                |                       | Antwerpen    | Peter Benoitstraat 36                                      | 51° 12' 16" NB, 4° 24' 30" OL | 7454    | Burgerhuis in neo-Franserenaissance-stijl                             |
| Burgerhuis in art-nouveaustijl                                        | Monument       |                       | Antwerpen    | Peter Benoitstraat 38                                      | 51° 12' 16" NB, 4° 24' 30" OL | 7455    | Burgerhuis in art-nouveaustijl                                        |
| Burgerhuis in art-nouveaustijl                                        | Monument       |                       | Antwerpen    | Peter Benoitstraat 40                                      | 51° 12' 16" NB, 4° 24' 31" OL | 7456    | Burgerhuis in art-nouveaustijl                                        |
| Burgerhuis in neo-Vlaamserenaissance-stijl                            |                |                       | Antwerpen    | Peter Benoitstraat 44                                      | 51° 12' 15" NB, 4° 24' 31" OL | 7457    | Burgerhuis in neo-Vlaamserenaissance-stijl                            |
| Burgerhuis in art-nouveaustijl                                        |                |                       | Antwerpen    | Sanderusstraat 53                                          | 51° 12' 26" NB, 4° 24' 16" OL | 7518    | Burgerhuis in art-nouveaustijl                                        |
| Burgerhuis in eclectische stijl                                       |                |                       | Antwerpen    | Sanderusstraat 55                                          | 51° 12' 26" NB, 4° 24' 15" OL | 7519    | Burgerhuis in eclectische stijl                                       |
| Geheel van winkel- en burgerhuizen in art nouveau                     |                |                       | Antwerpen    | Jozef De Bomstraat 1-5, Sanderusstraat 57-59               | 51° 12' 26" NB, 4° 24' 15" OL | 7520    | Geheel van winkel- en burgerhuizen in art nouveau                     |
| Burger- en winkelhuis in eclectische stijl                            |                |                       | Antwerpen    | Sanderusstraat 46, 50                                      | 51° 12' 27" NB, 4° 24' 15" OL | 7521    | Burger- en winkelhuis in eclectische stijl                            |
| Burgerhuis in neotraditionele stijl                                   |                |                       | Antwerpen    | Sanderusstraat 48                                          | 51° 12' 27" NB, 4° 24' 15" OL | 7522    | Burgerhuis in neotraditionele stijl                                   |
| Burgerhuis in art-nouveaustijl                                        | Monument       | Emiel Van Averbeke    | Antwerpen    | Sanderusstraat 52                                          | 51° 12' 27" NB, 4° 24' 15" OL | 7523    | Burgerhuis in art-nouveaustijl                                        |
| Entrepot Steenackers                                                  |                |                       | Antwerpen    | Sanderusstraat 70-72                                       | 51° 12' 24" NB, 4° 24' 10" OL | 7524    | Entrepot Steenackers                                                  |
| Symmetrische hoekhuizen in neoclassicistische stijl                   |                |                       | Antwerpen    | Schulstraat 1-2                                            | 51° 12' 8" NB, 4° 24' 26" OL  | 7531    | Symmetrische hoekhuizen in neoclassicistische stijl                   |
| Twee stellen gekoppelde burgerhuizen                                  |                |                       | Antwerpen    | Schulstraat 4-6, 10-12                                     | 51° 12' 7" NB, 4° 24' 26" OL  | 7533    | Twee stellen gekoppelde burgerhuizen                                  |
| Geheel van drie gekoppelde burgerhuizen                               |                |                       | Antwerpen    | Schulstraat 14-20                                          | 51° 12' 5" NB, 4° 24' 27" OL  | 7534    | Geheel van drie gekoppelde burgerhuizen                               |
| Kunstenaarswoning Edouard de Jans                                     |                |                       | Antwerpen    | Schulstraat 38                                             | 51° 12' 5" NB, 4° 24' 31" OL  | 7536    | Kunstenaarswoning Edouard de Jans                                     |
| Burgerhuis in neoclassicistische stijl                                |                |                       | Antwerpen    | Schulstraat 48                                             | 51° 12' 4" NB, 4° 24' 32" OL  | 7537    | Burgerhuis in neoclassicistische stijl                                |
| Burgerhuizen in neoclassicistische stijl                              |                |                       | Antwerpen    | Van Schoonbekestraat 5, 9                                  | 51° 12' 14" NB, 4° 24' 34" OL | 7685    | Burgerhuizen in neoclassicistische stijl                              |
| Ensemble van twee burgerhuizen in eclectische stijl                   |                |                       | Antwerpen    | Van Schoonbekestraat 29-31                                 | 51° 12' 12" NB, 4° 24' 32" OL | 7687    | Ensemble van twee burgerhuizen in eclectische stijl                   |
| Villa Jenny                                                           |                |                       | Antwerpen    | Van Schoonbekestraat 37                                    | 51° 12' 11" NB, 4° 24' 30" OL | 7689    | Villa Jenny                                                           |
| Herenhuis in eclectische stijl                                        |                |                       | Antwerpen    | Valkenburgstraat 24, Van Schoonbekestraat 39               | 51° 12' 10" NB, 4° 24' 34" OL | 7690    | Herenhuis in eclectische stijl                                        |
| Burgerhuis in neoclassicistische stijl                                |                |                       | Antwerpen    | Van Schoonbekestraat 77                                    | 51° 12' 6" NB, 4° 24' 25" OL  | 7691    | Burgerhuis in neoclassicistische stijl                                |
| Geheel van twee eclectische burgerhuizen                              |                |                       | Antwerpen    | Van Schoonbekestraat 26-28                                 | 51° 12' 15" NB, 4° 24' 31" OL | 7701    | Geheel van twee eclectische burgerhuizen                              |
| Burgerhuis in eclectische stijl                                       |                |                       | Antwerpen    | Van Schoonbekestraat 30                                    | 51° 12' 14" NB, 4° 24' 31" OL | 7702    | Burgerhuis in eclectische stijl                                       |
| Herenhuis in neoclassicistische stijl                                 |                |                       | Antwerpen    | Van Schoonbekestraat 32                                    | 51° 12' 14" NB, 4° 24' 30" OL | 7703    | Herenhuis in neoclassicistische stijl                                 |
| Burgerhuis in eclectische stijl                                       |                |                       | Antwerpen    | Verdussenstraat 29                                         | 51° 12' 17" NB, 4° 24' 25" OL | 7719    | Burgerhuis in eclectische stijl                                       |
| Burgerhuis in neoclassicistische stijl                                |                |                       | Antwerpen    | Verdussenstraat 31                                         | 51° 12' 18" NB, 4° 24' 25" OL | 7720    | Burgerhuis in neoclassicistische stijl                                |
| Burgerhuis in neo-Vlaamserenaissance-stijl                            |                |                       | Antwerpen    | Verdussenstraat 45                                         | 51° 12' 16" NB, 4° 24' 23" OL | 7721    | Burgerhuis in neo-Vlaamserenaissance-stijl                            |
| Burgerhuis in neo-Vlaamserenaissance-stijl                            |                |                       | Antwerpen    | Verdussenstraat 51                                         | 51° 12' 16" NB, 4° 24' 22" OL | 7722    | Burgerhuis in neo-Vlaamserenaissance-stijl                            |
| Atelier van Decoratieve Kunst Gussenhoven & Van Wijck                 |                |                       | Antwerpen    | Vinkenstraat 30                                            | 51° 12' 15" NB, 4° 24' 20" OL | 7726    | Atelier van Decoratieve Kunst Gussenhoven & Van Wijck                 |
| Moederhuis                                                            |                |                       | Antwerpen    | Vinkenstraat 54                                            | 51° 12' 12" NB, 4° 24' 25" OL | 7727    | Moederhuis                                                            |
| Meergezinswoning in beaux-artsstijl                                   |                |                       | Antwerpen    | Jan Van Rijswijcklaan 2                                    |                               | 212791  | Meergezinswoning in beaux-artsstijl                                   |
| Herenhuis in art deco                                                 |                |                       | Antwerpen    | Jan Van Rijswijcklaan 4                                    |                               | 212792  | Herenhuis in art deco                                                 |
| Burgerhuis in beaux-artsstijl                                         |                |                       | Antwerpen    | Jan Van Rijswijcklaan 6                                    |                               | 212793  | Burgerhuis in beaux-artsstijl                                         |
| Burgerhuis in neo-Tudorstijl                                          |                |                       | Antwerpen    | Jan Van Rijswijcklaan 8                                    |                               | 212794  | Burgerhuis in neo-Tudorstijl                                          |
| Modernistisch burgerhuis                                              |                |                       | Antwerpen    | Jan Van Rijswijcklaan 26                                   |                               | 212795  | Modernistisch burgerhuis                                              |
| Herenhuis in beaux-artsstijl                                          |                |                       | Antwerpen    | Jan Van Rijswijcklaan 28                                   |                               | 212796  | Herenhuis in beaux-artsstijl                                          |
| Burgerhuis in neotraditionele stijl                                   |                |                       | Antwerpen    | Jan Van Rijswijcklaan 30                                   |                               | 212797  | Burgerhuis in neotraditionele stijl                                   |
| Modernistisch flatgebouw                                              |                |                       | Antwerpen    | Harmoniestraat 29                                          |                               | 213785  | Modernistisch flatgebouw                                              |
| Meesterwoning in eclectische stijl                                    |                |                       | Antwerpen    | Mozartstraat 25                                            |                               | 214851  | Meesterwoning in eclectische stijl                                    |
| Neoclassicistisch winkelhuis                                          |                |                       | Antwerpen    | Korte Achteromstraat 5                                     |                               | 209583  | Neoclassicistisch winkelhuis                                          |
| Neoclassicistisch winkelhuis                                          |                |                       | Antwerpen    | Balansstraat 67                                            |                               | 209584  | Neoclassicistisch winkelhuis                                          |
| Geheel van zes neoclassicistische rijhuizen                           |                |                       | Antwerpen    | Biartstraat 41-51                                          |                               | 215200  | Geheel van zes neoclassicistische rijhuizen                           |
| Geheel van drie neoclassicistische rijhuizen                          |                |                       | Antwerpen    | Biartstraat 35-39                                          |                               | 215201  | Geheel van drie neoclassicistische rijhuizen                          |
| Eclectisch burgerhuis                                                 |                |                       | Antwerpen    | Biartstraat 33                                             |                               | 215202  | Eclectisch burgerhuis                                                 |
| Geheel van vier burgerhuizen                                          |                |                       | Antwerpen    | Biartstraat 13-19                                          |                               | 215203  | Geheel van vier burgerhuizen                                          |
| Modernistisch appartementsgebouw                                      |                |                       | Antwerpen    | Justitiestraat 2, Mechelsesteenweg 38                      |                               | 215221  | Modernistisch appartementsgebouw                                      |
| La Résidence                                                          |                |                       | Antwerpen    | Van Schoonbekestraat 1                                     |                               | 215243  | La Résidence                                                          |
| Architectenwoning François Dens                                       |                |                       | Antwerpen    | Mechelsesteenweg 214                                       |                               | 215244  | Architectenwoning François Dens                                       |
| Neoclassicistisch burgerhuis                                          |                |                       | Antwerpen    | Britselei 31                                               |                               | 215274  | Neoclassicistisch burgerhuis                                          |
| Monument Peter Benoit                                                 | Monument       | Henry Van de Velde    | Antwerpen    | Mechelsesteenweg 216                                       |                               | 215417  | Monument Peter Benoit                                                 |
| Résidence La Pépinière                                                |                |                       | Antwerpen    | Koningin Elisabethlei 4                                    |                               | 300220  | Résidence La Pépinière                                                |
| Résidence Bellevue                                                    |                |                       | Antwerpen    | Koningin Elisabethlei 6                                    |                               | 300222  | Résidence Bellevue                                                    |
| Burgerhuis in neorégencestijl                                         |                |                       | Antwerpen    | Mechelsesteenweg 162                                       |                               | 300238  | Burgerhuis in neorégencestijl                                         |
| Burgerhuis in beaux-artsstijl                                         |                |                       | Antwerpen    | Mechelsesteenweg 164                                       |                               | 300239  | Burgerhuis in beaux-artsstijl                                         |
| Burgerhuis in beaux-artsstijl                                         |                |                       | Antwerpen    | Mechelsesteenweg 166                                       |                               | 300240  | Burgerhuis in beaux-artsstijl                                         |
| Neoclassicistisch herenhuis verbouwd tot appartementsgebouw           |                |                       | Antwerpen    | Mechelsesteenweg 212                                       |                               | 300242  | Neoclassicistisch herenhuis verbouwd tot appartementsgebouw           |
| Geheel van twee burgerhuizen in neorégencestijl                       |                |                       | Antwerpen    | Mechelsesteenweg 168-170                                   |                               | 300244  | Geheel van twee burgerhuizen in neorégencestijl                       |
| Modernistisch appartementsgebouw                                      |                |                       | Antwerpen    | Mechelsesteenweg 12                                        |                               | 300245  | Modernistisch appartementsgebouw                                      |
| Neoclassicistisch burgerhuis                                          |                |                       | Antwerpen    | Mechelsesteenweg 90                                        |                               | 300262  | Neoclassicistisch burgerhuis                                          |
| Juweliershuis Anthony                                                 |                |                       | Antwerpen    | Mechelsesteenweg 14                                        |                               | 300538  | Juweliershuis Anthony                                                 |
| Badende kinderen                                                      |                |                       | Antwerpen    | Mechelsesteenweg                                           |                               | 300979  | Badende kinderen                                                      |
| Architectenwoning Walter Van Kuyck                                    |                |                       | Antwerpen    | Jan Blockxstraat 11                                        |                               | 301582  | Architectenwoning Walter Van Kuyck                                    |
| Ballerina                                                             |                |                       | Antwerpen    | Koning Albertparkweg                                       |                               | 302738  | Ballerina                                                             |
| Wachthuis en bergplaats Koning Albertpark                             |                |                       | Antwerpen    | Koningin Elisabethlei 1                                    |                               | 302739  | Wachthuis en bergplaats Koning Albertpark                             |
| Burgerhuis in second-empirestijl                                      |                |                       | Antwerpen    | Aarschotstraat 18                                          |                               | 303755  | Burgerhuis in second-empirestijl                                      |
| Burgerhuis in neoclassicistische stijl                                |                |                       | Antwerpen    | Aarschotstraat 9                                           |                               | 303757  | Burgerhuis in neoclassicistische stijl                                |
| Geheel van winkel- en burgerhuizen in neoclassicistische stijl        |                |                       | Antwerpen    | Anselmostraat 73-75, Fourmentstraat 43                     |                               | 303767  | Geheel van winkel- en burgerhuizen in neoclassicistische stijl        |
| Burgerhuis in eclectische stijl                                       |                |                       | Antwerpen    | Anselmostraat 79                                           |                               | 303768  | Burgerhuis in eclectische stijl                                       |
| Burgerhuis in eclectische stijl                                       |                |                       | Antwerpen    | Anselmostraat 81                                           |                               | 303769  | Burgerhuis in eclectische stijl                                       |
| Burgerhuis in neoclassicistische stijl                                |                |                       | Antwerpen    | Anselmostraat 91                                           |                               | 303770  | Burgerhuis in neoclassicistische stijl                                |
| Burgerhuis in neoclassicistische stijl                                |                |                       | Antwerpen    | De Damhouderestraat 4                                      |                               | 303804  | Burgerhuis in neoclassicistische stijl                                |
| Burgerhuis in art-nouveaustijl                                        |                |                       | Antwerpen    | De Damhouderestraat 6                                      |                               | 303805  | Burgerhuis in art-nouveaustijl                                        |
| Burgerhuis in art-nouveaustijl                                        |                |                       | Antwerpen    | De Damhouderestraat 8                                      |                               | 303806  | Burgerhuis in art-nouveaustijl                                        |
| Kunstenaarswoning Augustin Stalins                                    |                |                       | Antwerpen    | De Damhouderestraat 14                                     |                               | 303807  | Kunstenaarswoning Augustin Stalins                                    |
| Geheel van drie gekoppelde burgerhuizen                               |                |                       | Antwerpen    | De Damhouderestraat 9-13                                   |                               | 303808  | Geheel van drie gekoppelde burgerhuizen                               |
| Burgerhuis in neoclassicistische stijl                                |                |                       | Antwerpen    | De Moystraat 2                                             |                               | 303809  | Burgerhuis in neoclassicistische stijl                                |
| Dokterswoning in beaux-artsstijl                                      |                |                       | Antwerpen    | De Moystraat 4                                             |                               | 303810  | Dokterswoning in beaux-artsstijl                                      |
| Kunstenaarswoning Ferdinand Van Oudenhoven                            |                |                       | Antwerpen    | De Moystraat 17                                            |                               | 303811  | Kunstenaarswoning Ferdinand Van Oudenhoven                            |
| Geheel van vier gekoppelde burgerhuizen                               |                |                       | Antwerpen    | De Moystraat 24-30                                         |                               | 303812  | Geheel van vier gekoppelde burgerhuizen                               |
| Geheel van drie gekoppelde burgerhuizen                               |                |                       | Antwerpen    | De Moystraat 32-36                                         |                               | 303813  | Geheel van drie gekoppelde burgerhuizen                               |
| Burgerhuis in art-nouveaustijl                                        |                |                       | Antwerpen    | Fourmentstraat 5                                           |                               | 303830  | Burgerhuis in art-nouveaustijl                                        |
| Meergezinswoning in eclectische stijl                                 |                |                       | Antwerpen    | Fourmentstraat 7                                           |                               | 303831  | Meergezinswoning in eclectische stijl                                 |
| Burgerhuis in neoclassicistische stijl                                |                |                       | Antwerpen    | Fourmentstraat 9-11                                        |                               | 303832  | Burgerhuis in neoclassicistische stijl                                |
| Meergezinswoning in eclectische stijl                                 |                |                       | Antwerpen    | Fourmentstraat 13                                          |                               | 303833  | Meergezinswoning in eclectische stijl                                 |
| Burgerhuis in beaux-artsstijl                                         |                |                       | Antwerpen    | Fourmentstraat 15                                          |                               | 303834  | Burgerhuis in beaux-artsstijl                                         |
| Burgerhuis in eclectische stijl                                       |                |                       | Antwerpen    | Fourmentstraat 17                                          |                               | 303835  | Burgerhuis in eclectische stijl                                       |
| Twee gekoppelde burgerhuizen in neoclassicistische stijl              |                |                       | Antwerpen    | Fourmentstraat 21-23                                       |                               | 303836  | Twee gekoppelde burgerhuizen in neoclassicistische stijl              |
| Burgerhuis in eclectische stijl                                       |                |                       | Antwerpen    | Fourmentstraat 25                                          |                               | 303837  | Burgerhuis in eclectische stijl                                       |
| Burgerhuis in neoclassicistische stijl                                |                |                       | Antwerpen    | Fourmentstraat 27                                          |                               | 303838  | Burgerhuis in neoclassicistische stijl                                |
| Geheel van drie burgerhuizen in neoclassicistische stijl              |                |                       | Antwerpen    | Fourmentstraat 29-33                                       |                               | 303839  | Geheel van drie burgerhuizen in neoclassicistische stijl              |
| Burgerhuis in neoclassicistische stijl                                |                |                       | Antwerpen    | Fourmentstraat 35                                          |                               | 303840  | Burgerhuis in neoclassicistische stijl                                |
| Burgerhuis in art-nouveaustijl                                        |                |                       | Antwerpen    | Fourmentstraat 39                                          |                               | 303841  | Burgerhuis in art-nouveaustijl                                        |
| Burgerhuis in eclectische stijl                                       |                |                       | Antwerpen    | Fourmentstraat 41                                          |                               | 303842  | Burgerhuis in eclectische stijl                                       |
| Burgerhuis met smidse                                                 |                |                       | Antwerpen    | Fourmentstraat 32                                          |                               | 303843  | Burgerhuis met smidse                                                 |
| Geheel van burgerhuizen in neoclassicistische stijl                   |                |                       | Antwerpen    | Lange Lozanastraat 8-12                                    |                               | 303960  | Geheel van burgerhuizen in neoclassicistische stijl                   |
| Burgerhuis in neoclassicistische stijl                                |                |                       | Antwerpen    | Lange Lozanastraat 22                                      |                               | 303961  | Burgerhuis in neoclassicistische stijl                                |
| Twee burgerhuizen in neoclassicistische stijl                         |                |                       | Antwerpen    | Lange Lozanastraat 38, Stefaniestraat 8                    |                               | 303962  | Twee burgerhuizen in neoclassicistische stijl                         |
| Burgerhuis in eclectische stijl                                       |                |                       | Antwerpen    | Lange Lozanastraat 80                                      |                               | 303969  | Burgerhuis in eclectische stijl                                       |
| Burgerhuis in neoclassicistische stijl                                |                |                       | Antwerpen    | Lange Lozanastraat 82                                      |                               | 303970  | Burgerhuis in neoclassicistische stijl                                |
| Burgerhuis in eclectische stijl                                       |                |                       | Antwerpen    | Lange Lozanastraat 92                                      |                               | 303971  | Burgerhuis in eclectische stijl                                       |
| Burgerhuis in beaux-artsstijl                                         |                |                       | Antwerpen    | Lange Lozanastraat 98                                      |                               | 303972  | Burgerhuis in beaux-artsstijl                                         |
| Herenhuis in beaux-artsstijl                                          |                |                       | Antwerpen    | Lange Lozanastraat 100                                     |                               | 303973  | Herenhuis in beaux-artsstijl                                          |
| Geheel van winkel- en burgerhuizen                                    |                |                       | Antwerpen    | Durletstraat 2-6, Lange Lozanastraat 138                   |                               | 303977  | Geheel van winkel- en burgerhuizen                                    |
| Villa in cottagestijl                                                 |                |                       | Antwerpen    | Lange Lozanastraat 218                                     |                               | 303978  | Villa in cottagestijl                                                 |
| Burgerhuis in art-decostijl                                           |                |                       | Antwerpen    | Lange Lozanastraat 232                                     |                               | 303981  | Burgerhuis in art-decostijl                                           |
| Burgerhuis in beaux-artsstijl                                         |                |                       | Antwerpen    | Lange Lozanastraat 234                                     |                               | 303982  | Burgerhuis in beaux-artsstijl                                         |
| Meergezinswoning in eclectische stijl                                 |                |                       | Antwerpen    | Lange Lozanastraat 294                                     |                               | 303983  | Meergezinswoning in eclectische stijl                                 |
| Geheel van gekoppelde winkel- en burgerhuizen                         |                |                       | Antwerpen    | Isabella Brantstraat 1-11, Jozef De Bomstraat 70-72        |                               | 304094  | Geheel van gekoppelde winkel- en burgerhuizen                         |
| Woning De Schutter-Markey                                             |                |                       | Antwerpen    | Isabella Brantstraat 13-15                                 |                               | 304095  | Woning De Schutter-Markey                                             |
| Geheel van drie gekoppelde burgerhuizen                               |                |                       | Antwerpen    | Isabella Brantstraat 17-21                                 |                               | 304096  | Geheel van drie gekoppelde burgerhuizen                               |
| Burgerhuis in neoclassicistische stijl                                |                |                       | Antwerpen    | Isabella Brantstraat 31                                    |                               | 304097  | Burgerhuis in neoclassicistische stijl                                |
| Geheel van twee gekoppelde burgerhuizen                               |                |                       | Antwerpen    | Isabella Brantstraat 35-37                                 |                               | 304098  | Geheel van twee gekoppelde burgerhuizen                               |
| Burgerhuis in neoclassicistische stijl                                |                |                       | Antwerpen    | Isabella Brantstraat 39                                    |                               | 304099  | Burgerhuis in neoclassicistische stijl                                |
| Ensemble van negen burgerhuizen in neoclassicistische stijl           |                |                       | Antwerpen    | Isabella Brantstraat 43-59                                 |                               | 304100  | Ensemble van negen burgerhuizen in neoclassicistische stijl           |
| Burgerhuis in beaux-artsstijl                                         |                |                       | Antwerpen    | Isabella Brantstraat 28                                    |                               | 304101  | Burgerhuis in beaux-artsstijl                                         |
| Geheel van drie gekoppelde burgerhuizen                               |                |                       | Antwerpen    | Isabella Brantstraat 30-34                                 |                               | 304102  | Geheel van drie gekoppelde burgerhuizen                               |
| Burgerhuis in eclectische stijl                                       |                |                       | Antwerpen    | Isabella Brantstraat 36                                    |                               | 304103  | Burgerhuis in eclectische stijl                                       |
| Ensemble van acht burgerhuizen in neoclassicistische stijl            |                |                       | Antwerpen    | Isabella Brantstraat 38-52                                 |                               | 304104  | Ensemble van acht burgerhuizen in neoclassicistische stijl            |
| Geheel van drie gekoppelde burgerhuizen                               |                |                       | Antwerpen    | Isabella Brantstraat 54-58                                 |                               | 304105  | Geheel van drie gekoppelde burgerhuizen                               |
| Geheel van drie gekoppelde burgerhuizen                               |                |                       | Antwerpen    | Mozartstraat 3-5                                           |                               | 304107  | Geheel van drie gekoppelde burgerhuizen                               |
| Burgerhuis in neoclassicistische stijl                                |                |                       | Antwerpen    | Mozartstraat 9                                             |                               | 304108  | Burgerhuis in neoclassicistische stijl                                |
| Burgerhuis in neoclassicistische stijl                                |                |                       | Antwerpen    | Mozartstraat 17                                            |                               | 304109  | Burgerhuis in neoclassicistische stijl                                |
| Burgerhuis in neoclassicistische stijl                                |                |                       | Antwerpen    | Mozartstraat 23                                            |                               | 304110  | Burgerhuis in neoclassicistische stijl                                |
| Appartementsgebouw in art-decostijl                                   |                |                       | Antwerpen    | Mozartstraat 20-22                                         |                               | 304111  | Appartementsgebouw in art-decostijl                                   |
| Burgerhuis in eclectische stijl                                       |                |                       | Antwerpen    | Peter Benoitstraat 42                                      |                               | 304112  | Burgerhuis in eclectische stijl                                       |
| Geheel van twee gekoppelde burgerhuizen                               |                |                       | Antwerpen    | Peter Benoitstraat 24-26                                   |                               | 304113  | Geheel van twee gekoppelde burgerhuizen                               |
| Burgerhuis in beaux-artsstijl                                         |                |                       | Antwerpen    | Peter Benoitstraat 5                                       |                               | 304114  | Burgerhuis in beaux-artsstijl                                         |
| Burgerhuis in beaux-artsstijl                                         |                |                       | Antwerpen    | Peter Benoitstraat 9                                       |                               | 304115  | Burgerhuis in beaux-artsstijl                                         |
| Burgerhuis in art-decostijl                                           |                |                       | Antwerpen    | Harmoniestraat 31                                          |                               | 304116  | Burgerhuis in art-decostijl                                           |
| Burgerhuis in neoclassicistische stijl                                |                |                       | Antwerpen    | Harmoniestraat 12                                          |                               | 304117  | Burgerhuis in neoclassicistische stijl                                |
| Burgerhuis in neoclassicistische stijl                                |                |                       | Antwerpen    | Harmoniestraat 14                                          |                               | 304118  | Burgerhuis in neoclassicistische stijl                                |
| Geheel van gekoppelde burgerhuizen                                    |                |                       | Antwerpen    | Harmoniestraat 17-19                                       |                               | 304119  | Geheel van gekoppelde burgerhuizen                                    |
| Hovenierswoning Harmoniepark                                          |                |                       | Antwerpen    | Harmoniestraat 23                                          |                               | 304120  | Hovenierswoning Harmoniepark                                          |
| Burgerhuis in eclectische stijl                                       |                |                       | Antwerpen    | Harmoniestraat 32                                          |                               | 304121  | Burgerhuis in eclectische stijl                                       |
| Twee burgerhuizen in neoclassicistische stijl                         |                |                       | Antwerpen    | Harmoniestraat 36-38                                       |                               | 304124  | Twee burgerhuizen in neoclassicistische stijl                         |
| Burgerhuis in neoclassicistische stijl                                |                |                       | Antwerpen    | Harmoniestraat 42                                          |                               | 304125  | Burgerhuis in neoclassicistische stijl                                |
| Burgerhuis in neoclassicistische stijl                                |                |                       | Antwerpen    | Harmoniestraat 46                                          |                               | 304126  | Burgerhuis in neoclassicistische stijl                                |
| Ensemble van gekoppelde burgerhuizen                                  |                |                       | Antwerpen    | Harmoniestraat 100-104                                     |                               | 304127  | Ensemble van gekoppelde burgerhuizen                                  |
| Woning Schumacher-Troop                                               |                |                       | Antwerpen    | Harmoniestraat 134                                         |                               | 304128  | Woning Schumacher-Troop                                               |
| Gekoppelde burgerhuizen in beaux-artsstijl                            |                |                       | Antwerpen    | Harmoniestraat 138-140                                     |                               | 304129  | Gekoppelde burgerhuizen in beaux-artsstijl                            |
| Burgerhuis in art-decostijl                                           |                |                       | Antwerpen    | Harmoniestraat 144                                         |                               | 304130  | Burgerhuis in art-decostijl                                           |
| Woning Clinckers                                                      |                |                       | Antwerpen    | Harmoniestraat 154                                         |                               | 304131  | Woning Clinckers                                                      |
| Appartementsgebouw in art-decostijl                                   |                |                       | Antwerpen    | Harmoniestraat 156-158                                     |                               | 304132  | Appartementsgebouw in art-decostijl                                   |
| Kunstenaarswoning Frans Van Kuyck                                     |                |                       | Antwerpen    | Jan Blockxstraat 13                                        |                               | 304133  | Kunstenaarswoning Frans Van Kuyck                                     |
| Burgerhuis in art-nouveaustijl                                        |                |                       | Antwerpen    | Jan Blockxstraat 2                                         |                               | 304134  | Burgerhuis in art-nouveaustijl                                        |
| Burgerhuis in art-nouveaustijl                                        |                |                       | Antwerpen    | Jan Blockxstraat 28                                        |                               | 304135  | Burgerhuis in art-nouveaustijl                                        |
| Burgerhuis in beaux-artsstijl                                         |                |                       | Antwerpen    | Jan Blockxstraat 4                                         |                               | 304136  | Burgerhuis in beaux-artsstijl                                         |
| Geheel van drie burgerhuizen                                          |                |                       | Antwerpen    | Jan Blockxstraat 8-12                                      |                               | 304137  | Geheel van drie burgerhuizen                                          |
| Burgerhuis in art-nouveaustijl                                        |                |                       | Antwerpen    | Jan Blockxstraat 24                                        |                               | 304138  | Burgerhuis in art-nouveaustijl                                        |
| Burgerhuis in eclectische stijl                                       |                |                       | Antwerpen    | Jan Blockxstraat 17                                        |                               | 304139  | Burgerhuis in eclectische stijl                                       |
| Burgerhuis in art-nouveaustijl                                        |                |                       | Antwerpen    | Jan Blockxstraat 19                                        |                               | 304140  | Burgerhuis in art-nouveaustijl                                        |
| Burgerhuis in art-nouveaustijl                                        |                |                       | Antwerpen    | Jan Blockxstraat 22                                        |                               | 304141  | Burgerhuis in art-nouveaustijl                                        |
| Burgerhuis in eclectische stijl                                       |                |                       | Antwerpen    | Jan Blockxstraat 26                                        |                               | 304158  | Burgerhuis in eclectische stijl                                       |
| Ensemble van vier burgerhuizen                                        |                |                       | Antwerpen    | Jozef De Bomstraat 18-24                                   |                               | 304159  | Ensemble van vier burgerhuizen                                        |
| Burgerhuis in neoclassicistische stijl                                |                |                       | Antwerpen    | Jozef De Bomstraat 58                                      |                               | 304160  | Burgerhuis in neoclassicistische stijl                                |
| Twee burgerhuizen in neoclassicistische stijl                         |                |                       | Antwerpen    | Jozef De Bomstraat 26-28                                   |                               | 304161  | Twee burgerhuizen in neoclassicistische stijl                         |
| Herenhuis verbouwd tot appartementsgebouw                             |                |                       | Antwerpen    | Peter Benoitstraat 11                                      |                               | 304169  | Herenhuis verbouwd tot appartementsgebouw                             |
| Burgerhuis in beaux-artsstijl                                         |                |                       | Antwerpen    | Peter Benoitstraat 13                                      |                               | 304170  | Burgerhuis in beaux-artsstijl                                         |
| Burgerhuis in beaux-artsstijl                                         |                |                       | Antwerpen    | Peter Benoitstraat 15                                      |                               | 304171  | Burgerhuis in beaux-artsstijl                                         |
| Burgerhuis in beaux-artsstijl                                         |                |                       | Antwerpen    | Peter Benoitstraat 17                                      |                               | 304172  | Burgerhuis in beaux-artsstijl                                         |
| Burgerhuis in beaux-artsstijl                                         |                |                       | Antwerpen    | Peter Benoitstraat 19                                      |                               | 304173  | Burgerhuis in beaux-artsstijl                                         |
| Burgerhuis in art-decostijl                                           |                |                       | Antwerpen    | Peter Benoitstraat 19A                                     |                               | 304174  | Burgerhuis in art-decostijl                                           |
| Burgerhuis in neoclassicistische stijl                                |                |                       | Antwerpen    | Justitiestraat 10                                          |                               | 304187  | Burgerhuis in neoclassicistische stijl                                |
| Geheel van twee gekoppelde burgerhuizen                               |                |                       | Antwerpen    | Justitiestraat 12-14                                       |                               | 304188  | Geheel van twee gekoppelde burgerhuizen                               |
| Geheel van twee gekoppelde burgerhuizen                               |                |                       | Antwerpen    | Justitiestraat 13-15                                       |                               | 304189  | Geheel van twee gekoppelde burgerhuizen                               |
| Burgerhuis in neoclassicistische stijl                                |                |                       | Antwerpen    | Justitiestraat 19                                          |                               | 304190  | Burgerhuis in neoclassicistische stijl                                |
| Burgerhuis in neoclassicistische stijl                                |                |                       | Antwerpen    | Justitiestraat 29                                          |                               | 304191  | Burgerhuis in neoclassicistische stijl                                |
| Geheel van twee gekoppelde burgerhuizen                               |                |                       | Antwerpen    | Justitiestraat 31-33, Sanderusstraat 8                     |                               | 304192  | Geheel van twee gekoppelde burgerhuizen                               |
| Ensemble van vijf gekoppelde burgerhuizen                             |                |                       | Antwerpen    | Justitiestraat 35-43                                       |                               | 304193  | Ensemble van vijf gekoppelde burgerhuizen                             |
| Geheel van twee gekoppelde burgerhuizen                               |                |                       | Antwerpen    | Justitiestraat 51-53                                       |                               | 304194  | Geheel van twee gekoppelde burgerhuizen                               |
| Burgerhuis in neoclassicistische stijl                                |                |                       | Antwerpen    | Justitiestraat 75                                          |                               | 304195  | Burgerhuis in neoclassicistische stijl                                |
| Burgerhuis in neoclassicistische stijl                                |                |                       | Antwerpen    | Justitiestraat 77                                          |                               | 304196  | Burgerhuis in neoclassicistische stijl                                |
| L'Acide Carbonique Pur                                                |                |                       | Antwerpen    | Mertens en Torfsstraat 36                                  |                               | 304256  | L'Acide Carbonique Pur                                                |
| Meergezinswoning in art-decostijl                                     |                |                       | Antwerpen    | Molenstraat 73                                             |                               | 304258  | Meergezinswoning in art-decostijl                                     |
| Burgerhuis in neoclassicistische stijl                                |                |                       | Antwerpen    | Molenstraat 18                                             |                               | 304272  | Burgerhuis in neoclassicistische stijl                                |
| Geheel van drie gekoppelde burgerhuizen                               |                |                       | Antwerpen    | Molenstraat 26-30                                          |                               | 304273  | Geheel van drie gekoppelde burgerhuizen                               |
| Herenhuis in beaux-artsstijl                                          |                |                       | Antwerpen    | Montebellostraat 27                                        |                               | 304274  | Herenhuis in beaux-artsstijl                                          |
| Burgerhuis in neoclassicistische stijl                                |                |                       | Antwerpen    | Molenstraat 36                                             |                               | 304275  | Burgerhuis in neoclassicistische stijl                                |
| Geheel van gekoppelde burgerhuizen                                    |                |                       | Antwerpen    | Molenstraat 45-49                                          |                               | 304276  | Geheel van gekoppelde burgerhuizen                                    |
| Aannemerswoning Josephus Joannes Jacobs                               |                |                       | Antwerpen    | Montebellostraat 24                                        |                               | 304277  | Aannemerswoning Josephus Joannes Jacobs                               |
| Burgerhuis in neoclassicistische stijl                                |                |                       | Antwerpen    | Montebellostraat 25                                        |                               | 304278  | Burgerhuis in neoclassicistische stijl                                |
| Geheel van vijf gekoppelde burgerhuizen in second-empirestijl         |                |                       | Antwerpen    | Van Schoonbekestraat 47-55                                 |                               | 304302  | Geheel van vijf gekoppelde burgerhuizen in second-empirestijl         |
| Geheel van vier gekoppelde neoclassicistische burgerhuizen            |                |                       | Antwerpen    | Van Schoonbekestraat 56-62                                 |                               | 304303  | Geheel van vier gekoppelde neoclassicistische burgerhuizen            |
| Burgerhuis in neoclassicistische stijl                                |                |                       | Antwerpen    | Van Schoonbekestraat 70                                    |                               | 304304  | Burgerhuis in neoclassicistische stijl                                |
| Burgerhuis in second-empirestijl                                      |                |                       | Antwerpen    | Van Schoonbekestraat 72                                    |                               | 304305  | Burgerhuis in second-empirestijl                                      |
| Burgerhuis in neoclassicistische stijl                                |                |                       | Antwerpen    | Verdussenstraat 5                                          |                               | 304353  | Burgerhuis in neoclassicistische stijl                                |
| Burgerhuis in neoclassicistische stijl                                |                |                       | Antwerpen    | Verdussenstraat 13                                         |                               | 304354  | Burgerhuis in neoclassicistische stijl                                |
| Burgerhuis in neoclassicistische stijl                                |                |                       | Antwerpen    | Verdussenstraat 15                                         |                               | 304355  | Burgerhuis in neoclassicistische stijl                                |
| Burgerhuis in neoclassicistische stijl                                |                |                       | Antwerpen    | Verdussenstraat 17                                         |                               | 304356  | Burgerhuis in neoclassicistische stijl                                |
| Burgerhuis in neoclassicistische stijl                                |                |                       | Antwerpen    | Verdussenstraat 19                                         |                               | 304357  | Burgerhuis in neoclassicistische stijl                                |
| Twee burgerhuizen in neoclassicistische stijl                         |                |                       | Antwerpen    | Verdussenstraat 21-23                                      |                               | 304358  | Twee burgerhuizen in neoclassicistische stijl                         |
| Burgerhuis in neoclassicistische stijl                                |                |                       | Antwerpen    | Verdussenstraat 25                                         |                               | 304359  | Burgerhuis in neoclassicistische stijl                                |
| Burgerhuis in neoclassicistische stijl                                |                |                       | Antwerpen    | Verdussenstraat 27                                         |                               | 304360  | Burgerhuis in neoclassicistische stijl                                |
| Burgerhuis in neoclassicistische stijl                                |                |                       | Antwerpen    | Verdussenstraat 33                                         |                               | 304361  | Burgerhuis in neoclassicistische stijl                                |
| Burgerhuis in neoclassicistische stijl                                |                |                       | Antwerpen    | Verdussenstraat 11                                         |                               | 304362  | Burgerhuis in neoclassicistische stijl                                |
| Burgerhuis in neoclassicistische stijl                                |                |                       | Antwerpen    | Verdussenstraat 35                                         |                               | 304363  | Burgerhuis in neoclassicistische stijl                                |
| Burgerhuis in neoclassicistische stijl                                |                |                       | Antwerpen    | Verdussenstraat 39                                         |                               | 304364  | Burgerhuis in neoclassicistische stijl                                |
| Burgerhuis in neoclassicistische stijl                                |                |                       | Antwerpen    | Verdussenstraat 43                                         |                               | 304365  | Burgerhuis in neoclassicistische stijl                                |
| Twee burgerhuizen in neoclassicistische stijl                         |                |                       | Antwerpen    | Verdussenstraat 47-49                                      |                               | 304366  | Twee burgerhuizen in neoclassicistische stijl                         |
| Geheel van gekoppelde burgerhuizen in neoclassicistische stijl        |                |                       | Antwerpen    | Verdussenstraat 53-55                                      |                               | 304367  | Geheel van gekoppelde burgerhuizen in neoclassicistische stijl        |
| Ensemble burgerhuizen in neoclassicistische stijl                     |                |                       | Antwerpen    | Verdussenstraat 24-26, 50-56                               |                               | 304368  | Ensemble burgerhuizen in neoclassicistische stijl                     |
| Ensemble burgerhuizen in eclectische stijl                            |                |                       | Antwerpen    | Verdussenstraat 60-62, 66-68                               |                               | 304369  | Ensemble burgerhuizen in eclectische stijl                            |
| Burgerhuis in eclectische stijl                                       |                |                       | Antwerpen    | Sanderusstraat 5                                           |                               | 304473  | Burgerhuis in eclectische stijl                                       |
| Herenhuis in second-empirestijl                                       |                |                       | Antwerpen    | Sanderusstraat 15                                          |                               | 304474  | Herenhuis in second-empirestijl                                       |
| Modernistisch appartementsgebouw                                      |                |                       | Antwerpen    | Sanderusstraat 18                                          |                               | 304475  | Modernistisch appartementsgebouw                                      |
| Meergezinswoning en garage in art deco                                |                |                       | Antwerpen    | Sanderusstraat 23                                          |                               | 304476  | Meergezinswoning en garage in art deco                                |
| Drie burgerhuizen in eclectische stijl                                |                |                       | Antwerpen    | Sanderusstraat 28-32                                       |                               | 304477  | Drie burgerhuizen in eclectische stijl                                |
| Burgerhuis in neoclassicistische stijl                                |                |                       | Antwerpen    | Sanderusstraat 34                                          |                               | 304478  | Burgerhuis in neoclassicistische stijl                                |
| Burgerhuis in beaux-artsstijl                                         |                |                       | Antwerpen    | Sanderusstraat 49                                          |                               | 304479  | Burgerhuis in beaux-artsstijl                                         |
| Burgerhuis in beaux-artsstijl                                         |                |                       | Antwerpen    | Sanderusstraat 60                                          |                               | 304480  | Burgerhuis in beaux-artsstijl                                         |
| Burgerhuis in neoclassicistische stijl                                |                |                       | Antwerpen    | Sanderusstraat 31                                          |                               | 304481  | Burgerhuis in neoclassicistische stijl                                |
| Burgerhuis in neoclassicistische stijl                                |                |                       | Antwerpen    | Schulstraat 24                                             |                               | 304591  | Burgerhuis in neoclassicistische stijl                                |
| Burgerhuis in neoclassicistische stijl                                |                |                       | Antwerpen    | Schulstraat 26                                             |                               | 304592  | Burgerhuis in neoclassicistische stijl                                |
| Burgerhuis in neoclassicistische stijl                                |                |                       | Antwerpen    | Schulstraat 42                                             |                               | 304593  | Burgerhuis in neoclassicistische stijl                                |
| Geheel van twee burgerhuizen in neoclassicistische stijl              |                |                       | Antwerpen    | Van Schoonbekestraat 25-27                                 |                               | 304623  | Geheel van twee burgerhuizen in neoclassicistische stijl              |
| Burgerhuis in beaux-artsstijl                                         |                |                       | Antwerpen    | Van Schoonbekestraat 33                                    |                               | 304624  | Burgerhuis in beaux-artsstijl                                         |
| Winkelhuis in neoclassicistische stijl                                |                |                       | Antwerpen    | Stockmansstraat 2                                          |                               | 304628  | Winkelhuis in neoclassicistische stijl                                |
| Burgerhuis in neoclassicistische stijl                                |                |                       | Antwerpen    | Van Schoonbekestraat 35                                    |                               | 304694  | Burgerhuis in neoclassicistische stijl                                |
| Burgerhuis in neoclassicistische stijl                                |                |                       | Antwerpen    | Van Schoonbekestraat 11                                    |                               | 304705  | Burgerhuis in neoclassicistische stijl                                |
| Geheel van twee burgerhuizen in beaux-artsstijl                       |                |                       | Antwerpen    | Van Schoonbekestraat 7, 7A                                 |                               | 304706  | Geheel van twee burgerhuizen in beaux-artsstijl                       |
| Burgerhuis in second-empirestijl                                      |                |                       | Antwerpen    | Van Schoonbekestraat 57                                    |                               | 304707  | Burgerhuis in second-empirestijl                                      |
| Burgerhuis in Louis-Philippestijl                                     |                |                       | Antwerpen    | Van Schoonbekestraat 59                                    |                               | 304708  | Burgerhuis in Louis-Philippestijl                                     |
| Burgerhuis in Louis-Philippestijl                                     |                |                       | Antwerpen    | Van Schoonbekestraat 61                                    |                               | 304709  | Burgerhuis in Louis-Philippestijl                                     |
| Architectenkantoor Joseph Hertogs                                     |                |                       | Antwerpen    | Van Schoonbekestraat 3                                     |                               | 304713  | Architectenkantoor Joseph Hertogs                                     |
| Godshuis P. Creutz                                                    |                |                       | Antwerpen    | Vinkenstraat 34, 48                                        |                               | 304743  | Godshuis P. Creutz                                                    |
| Appartementsgebouw in art-decostijl                                   |                |                       | Antwerpen    | Vinkenstraat 15                                            |                               | 304744  | Appartementsgebouw in art-decostijl                                   |
| Burgerhuis in neoclassicistische stijl                                |                |                       | Antwerpen    | Van Schoonbekestraat 21                                    |                               | 304751  | Burgerhuis in neoclassicistische stijl                                |
| Burgerhuis in neoclassicistische stijl                                |                |                       | Antwerpen    | Van Schoonbekestraat 74                                    |                               | 304752  | Burgerhuis in neoclassicistische stijl                                |
| Architectenwoning Jan De Mol                                          |                |                       | Antwerpen    | Verdussenstraat 36                                         |                               | 304757  | Architectenwoning Jan De Mol                                          |
| Herenhuis in neoclassicistische stijl                                 |                |                       | Antwerpen    | Sanderusstraat 19                                          |                               | 304827  | Herenhuis in neoclassicistische stijl                                 |
| Burgerhuis in neoclassicistische stijl                                |                |                       | Antwerpen    | Van Schoonbekestraat 15-17                                 |                               | 304986  | Upload foto                                                           |
| Burgerhuis in neoclassicistische stijl                                |                |                       | Antwerpen    | Van Schoonbekestraat 64                                    |                               | 304987  | Burgerhuis in neoclassicistische stijl                                |
| Burgerhuis in neoclassicistische stijl                                |                |                       | Antwerpen    | Justitiestraat 83                                          |                               | 306001  | Burgerhuis in neoclassicistische stijl                                |

District Antwerpen: Antwerpen-Noord · Brederode · Centraal Station · Dam · Eilandje · Haringrode · Harmonie · Havengebied · Historisch Centrum (Oude Stad · Hoogstraat · Groenplaats) · Kiel · Linkeroever · Luchtbal-Rozemaai-Schoonbroek · Markgrave · Meirwijk · Middelheim · Schipperskwartier · Sint-Andries · Stadspark · Tentoonstellingswijk · Theaterbuurt · Universiteitsbuurt · Zuid · Zurenborg

Overige districten: Berchem · Berendrecht-Zandvliet-Lillo · Borgerhout · Deurne · Ekeren · Hoboken · Merksem · Wilrijk

Onroerend erfgoed in de provincie Antwerpen